# Miogryllus verticalis
Miogryllus verticalis är en insektsart som först beskrevs av Jean Guillaume Audinet Serville 1838.  Miogryllus verticalis ingår i släktet Miogryllus och familjen syrsor. Inga underarter finns listade i Catalogue of Life.